# Playing with Fire (film 1916)
Playing with Fire è un film muto del 1916 diretto da Francis J. Grandon su un soggetto di Aaron Hoffman. Prodotto dalla Popular Plays and Players Inc. e distribuito dalla Metro Pictures Corporation. il film aveva come interpreti Olga Petrova, Arthur Hoops, Evelyn Brent, Pierre LeMay, Catherine Doucet, Philip Hahn.

## Trama
Non potendo trovare un lavoro per problemi alla vista, Jean Servian, rimasta senza un soldo, accetta di sposare Geoffrey Vane, un ricco vedovo, al quale prima del matrimonio confessa che lui dovrà accontentarsi della sua gratitudine piuttosto che del suo amore. Così, dopo una turbolenta storia d'amore avuta con Philip Derblay, un artista che l'ha lasciata, Jean si adagia nella serena e tranquilla vita casalinga a fianco di Geoffrey il quale è del tutto ignaro della sua precedente relazione. Philip, però, non scompare. Ritorna qualche anno più tardi, quando si fidanza con Lucille, la figlia di primo letto di Geoffrey. Jean, a questo punto, si sente in dovere di avvertire la ragazza del passato del suo ex amante. Ma Lucille sembra poco scossa, e prosegue senza tentennamenti nei preparativi del matrimonio. Tra i due fidanzati, comunque, nasce un litigio: intromettendosi, Jean spara accidentalmente a Philip, uccidendolo. Il suo gesto viene ritenuto non intenzionale e, al processo, Jean viene assolta. La donna, adesso, si rende conto di amare il marito che, da parte sua, è disposto a stendere un velo su quell'errore del suo passato.

## Produzione
Il film fu prodotto dalla Popular Plays and Players Inc. Il direttore della fotografia Robert Smith girò nella sua carriera solo due film: questo e, sempre nel 1916, The Iron Woman, diretto da Carl Harbaugh.

## Distribuzione
Il copyright del film, richiesto dalla Popular Plays and Players, fu registrato il 27 aprile 1916 con il numero LP8168.

Distribuito dalla Metro Pictures Corporation (A Metro Wonderplay), il film uscì nelle sale cinematografiche degli Stati Uniti il 17 aprile 1916. In Danimarca, con il titolo En Leg med Ilden, il 7 luglio 1918.
Non si conoscono copie ancora esistenti della pellicola che viene considerata presumibilmente perduta.